# 東武巴士
東武巴士（日语：／ Toubu Basu */?）是日本關東地區重要的巴士運輸集團之一，隸屬於東武集團，總部位於東京都墨田區押上，設立於2002年1月30日，資本金為1億日圓，代表取締役社長為眞島朗。
作為東武巴士集團的統轄公司，旗下整合三間運行子公司——東武巴士中央（Central）、東武巴士西部（West）與東武巴士日光，服務範圍涵蓋東京都北東部、埼玉縣南部及西部、千葉縣北西部，並拓展至栃木縣日光地區。此外，區域子公司之一的東武巴士東公司於2021年10月1日被併入東武巴士中央公司。
東武巴士最早於1934年4月1日在川越地區開展巴士營運。2024年慶祝其90周年，推出紀念活動與復刻塗裝車輛，並以音樂專案「PLAYING THE TOBU BUS♪」與音樂家Matt Cab合作，將巴士聲音融入歌曲中，展現品牌創意與歷史連結。
營運規模方面，2024年度集團營收達約193億日圓，擁有超過1,300名員工，並獲得「健康經營優良法人2025」與「働きやすい職場認証」雙重認證，顯示在經營績效與職場環境方面雙贏表現。

## 歷史
東武巴士的歷史可追溯至1934年4月1日，當時由東武鐵道設立自營巴士部門，最早於埼玉縣川越地區開始營運路線。戰後，東武巴士逐步拓展至東京都、千葉縣與栃木縣，成為關東地區主要的巴士營運系統之一。
1970年代，東武巴士採用白底紅條與灰色飾帶的經典塗裝，成為當時街頭常見風景。此一風格強調簡潔對稱，象徵東武集團一貫的企業形象。

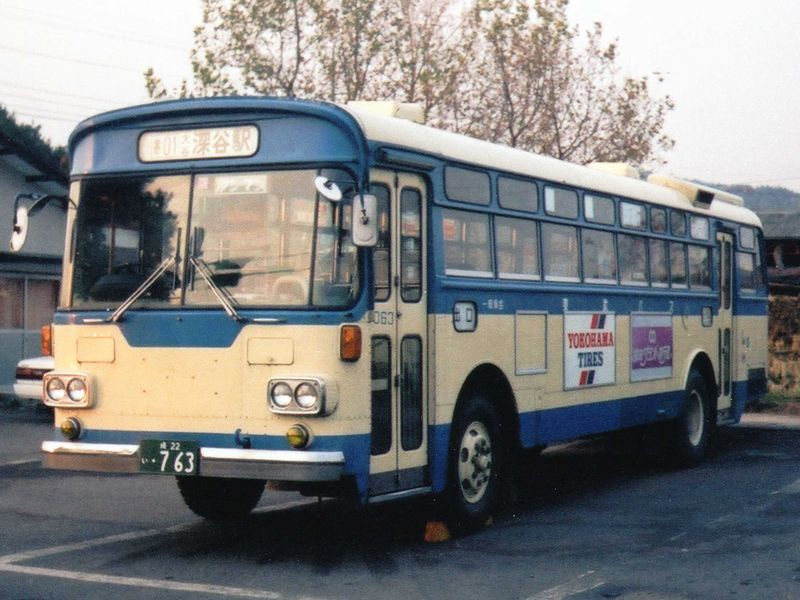
1970年代的巴士舊版塗裝

1980年代中期，東武巴士更新塗裝設計，改以白底藍紅飾線為主，並搭配大面積窗框設計，反映出當時日本地方巴士現代化潮流。此款塗裝在1985年後普遍使用至21世紀初。

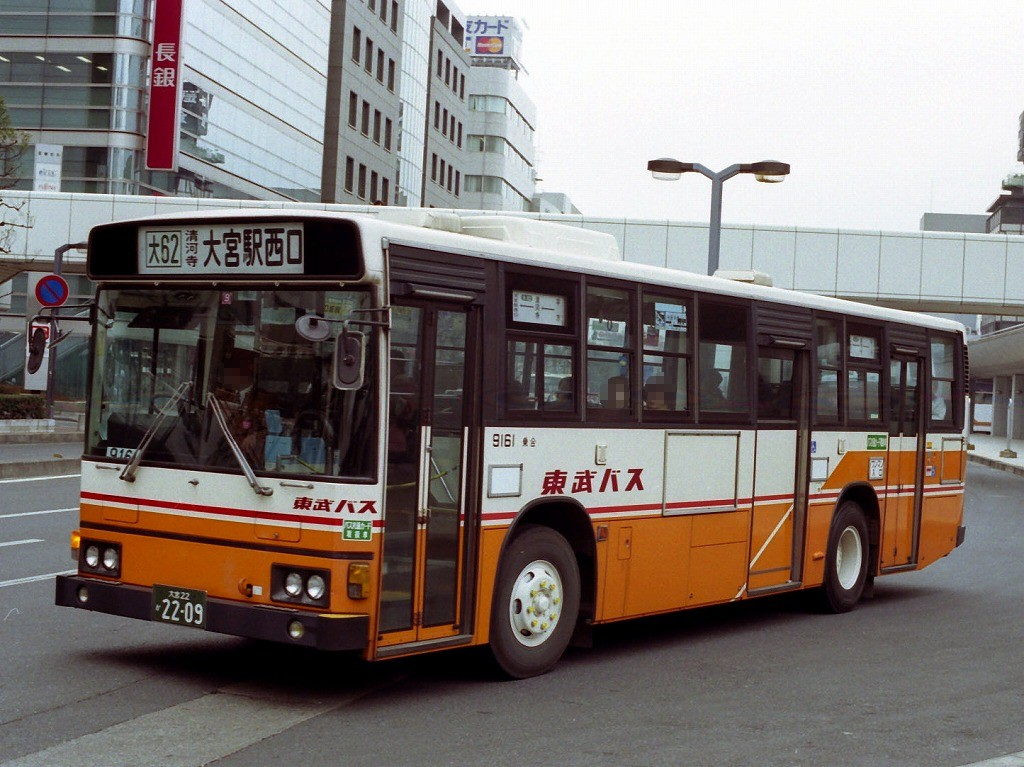
1985年以後的塗裝（圖片攝於2000年）

1990年代，東武巴士開始發展高速巴士事業，與JR系統及其他私鐵公司競爭。其高速車輛塗裝大多以藍白配色，象徵快速與穩定，並於1993年前後投入東京－福島、東京－日光等長途線路。

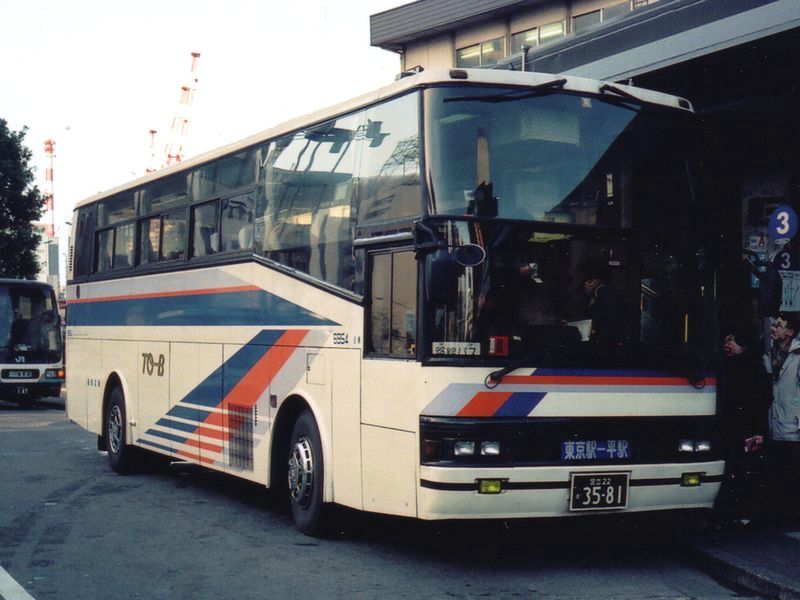
1993年時期的高速巴士塗裝

2002年1月30日，為了重組巴士經營體系，原由東武鐵道直營的巴士部門分拆成立「東武巴士」公司，並下設三個營運子公司：東武巴士中央、東武巴士西部與東武巴士日光，統一品牌經營與車輛標準，持續經營路線、觀光及高速巴士事業。
2024年，東武巴士迎來創業90週年，推出復刻塗裝車、紀念活動與企業形象主題曲《PLAYING THE TOBU BUS♪》，並與知名音樂人 Matt Cab 合作，提升品牌形象與歷史記憶。

## 車種與車隊
東武巴士集團的車隊多樣化，對應其路線性質與環保政策需求，主要分為以下幾類

### 一般路線車（都市公交）
- 設備多款中型巴士，包括以天然氣（CNG）為動力的低地板車，常見於都市區內平穩運行。

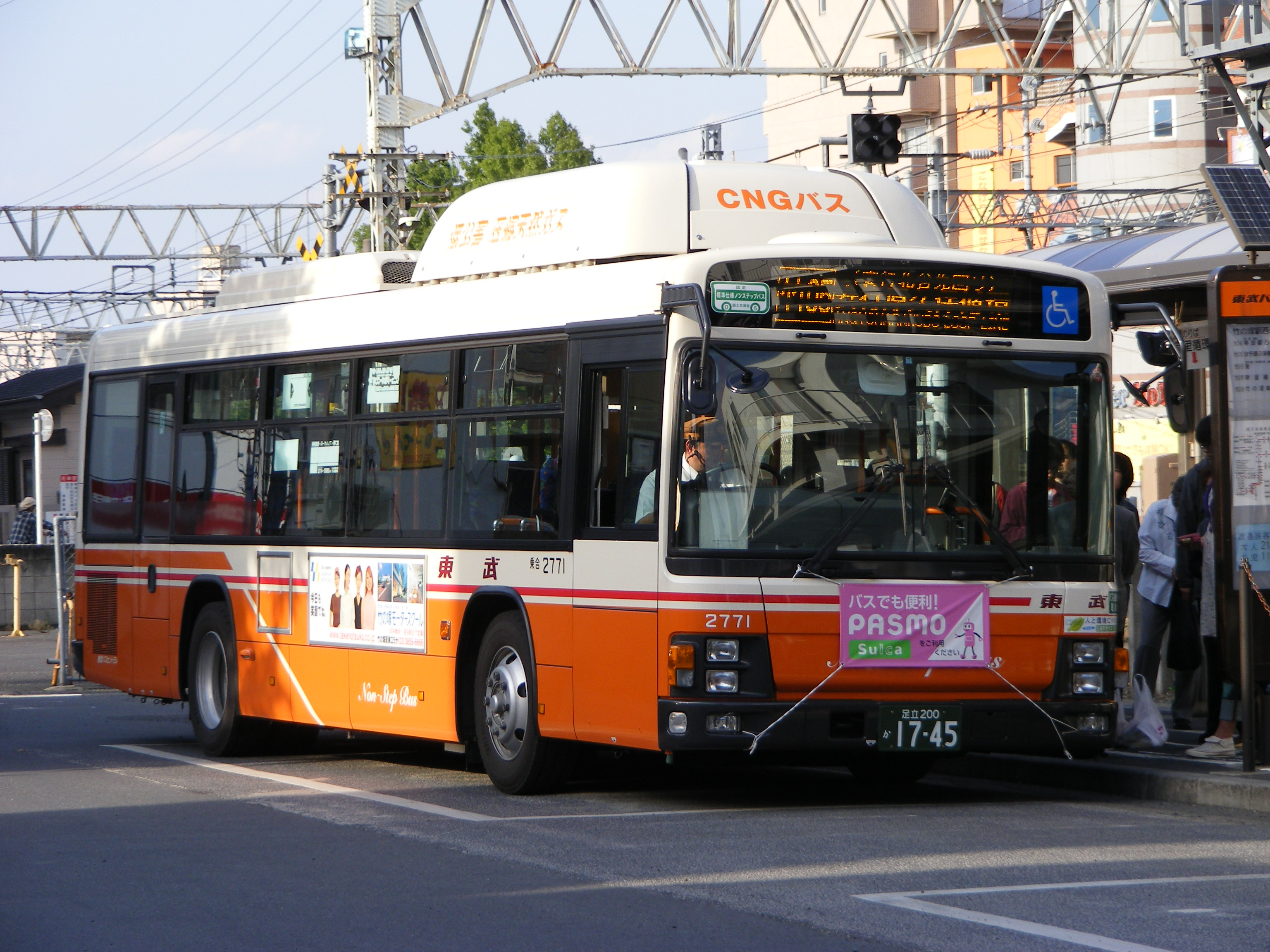
天然氣巴士

- 混合動力（Hybrid）車型也大量投入：[13]
  - 天然氣巴士天然氣巴士：
  - 混合動力巴士混合動力巴士：
- 《バスマガジン》指出：

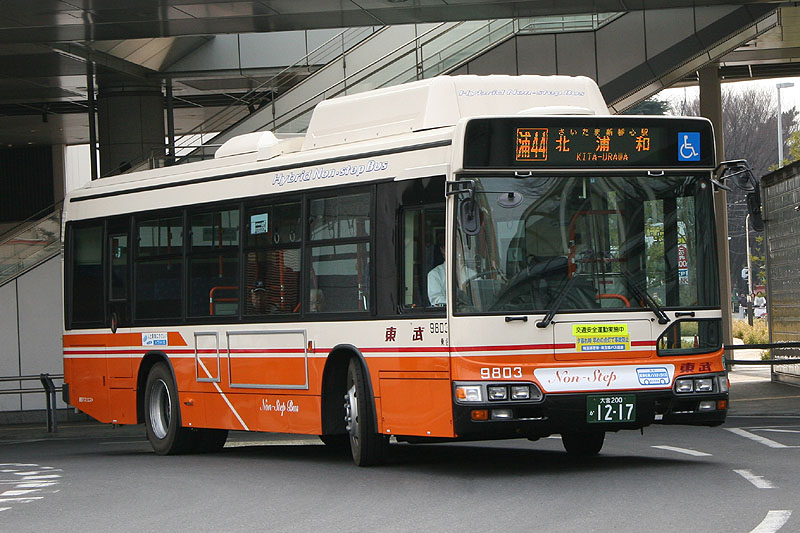
混合動力巴士

  - 中型無階梯短尺車為路線車主力，日光地區也使用長尺車，車輛編制涵蓋 CNG 與 hybrid 兩種驅動形式，符合環保取向[14]。

### 高速巴士

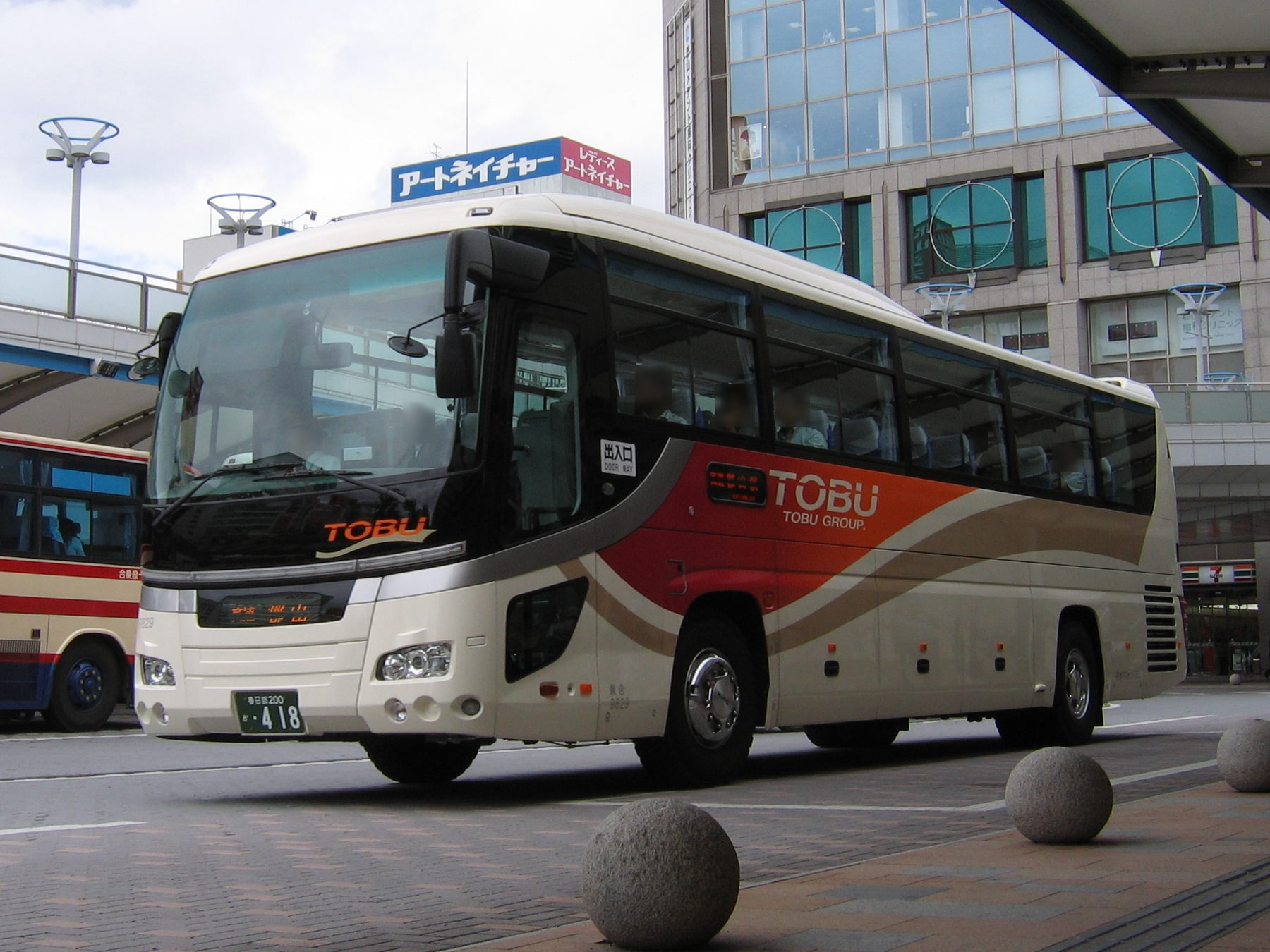
高速巴士

- 高速巴士長途城際與機場聯絡巴士主要採用大型高出力柴油車，塗裝以藍、白為主，著重穩定與速度識別效果：
- 官方資訊指出，自1990年代起正式營運包括東京－日光、東京－郡山等線路，後續逐步拓展至羽田、成田機場等连接服務。

### 深夜急行與特殊路線
- 在東京、大宮等都市交通密集區域，東武巴士中部分車型配備夜間運行功能，針對通勤者加班、深夜返家需求，提供深夜急行服務。此類路線車種類繁多，主要以都市型設計，搭載中型柴油或 CNG 車型。[14]

## 事件

### 東武巴士與列車相撞事故
1966年9月22日，東武巴士一輛車輛於埼玉縣越谷市內的平交道與東武伊勢崎線列車相撞。事故造成至少4人死亡、12人受傷，為當時地區重大事故之一。雖無廣泛當年新聞存檔，惟地方群組與維基資料中仍有紀錄。

### 東武巴士日光分公司職權騷擾
東武巴士日光分公司一名司機遭上司反覆強迫填寫退職信，並遭稱呼為「雜魚」「チンピラ」，這些言行被法庭認定為超出合理指導範圍，構成違法的退職強要與人格侮辱，判決要求公司支付慰謝金約60萬日圓 。此外，乘客誤認為司機口頭威嚇學生的證詞（如「殺すぞ」）亦被法院採信作為案件一部分。

### 中央自動車道觀光巴士追撞事故
2025年4月5日，兩輛隸屬於同一觀光巴士公司的車輛於中央高速道路東京都八王子市段發生追撞，事故地點靠近小仏隧道出口。後車疑因前車頻繁啟停導致反應不及撞上，造成最多47人受傷，其中多數為外籍觀光旅客，所幸無人重傷。

### 三郷市路線巴士撞電線杆事故
三郷市茂田井地區一輛東武巴士偏離車道撞上電線杆。報導指出5名乘客受傷，已送醫救治。